# Железнодорожная линия в обход Украины
Железнодоро́жная линия в обхо́д Украи́ны — двухпутная электрифицированная железнодорожная линия протяжённостью 136,9 км в стороне от государственной границы России и Украины.

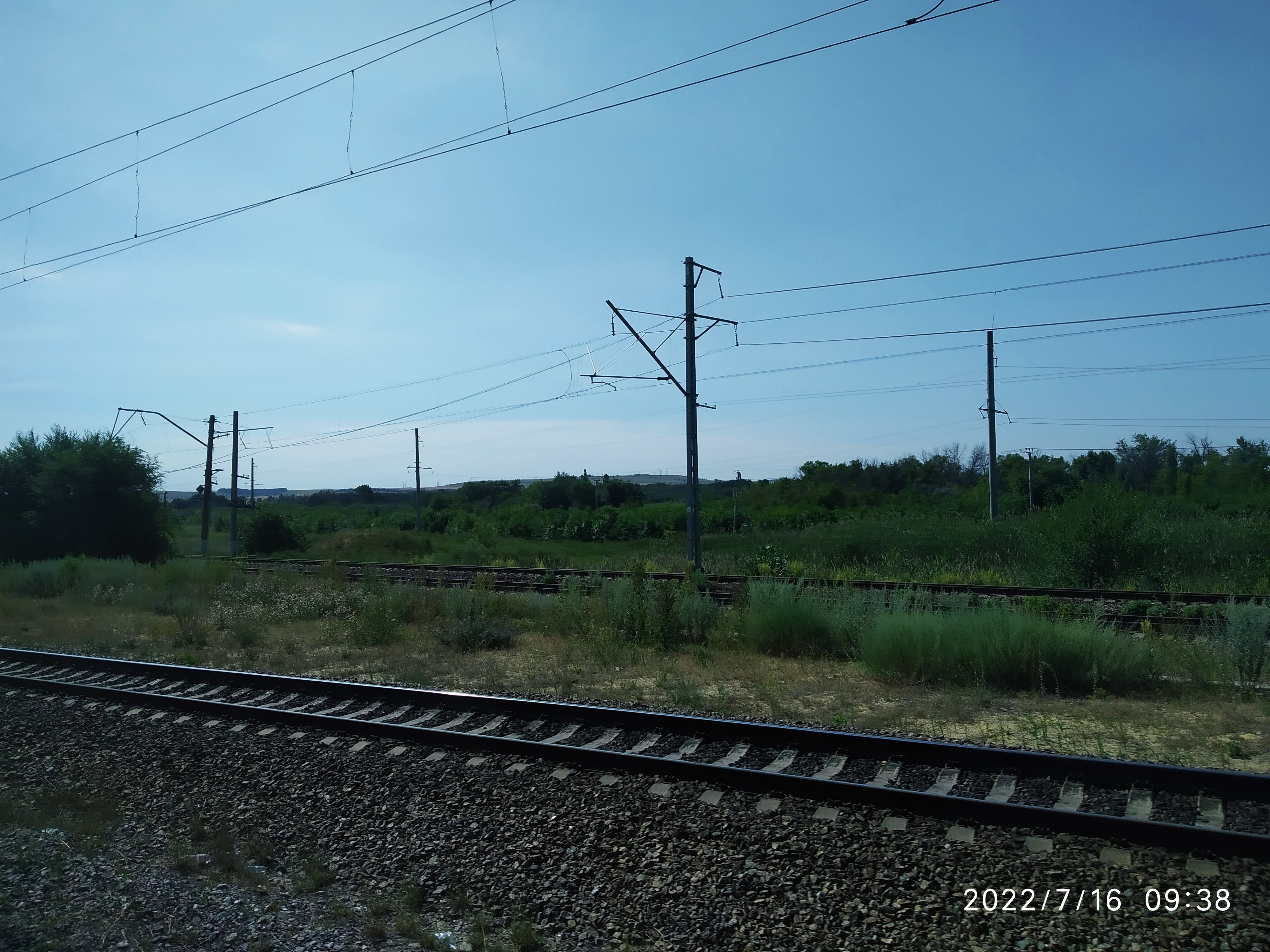
841 км, ответвление в районе Журавки (на первом плане линия в обход Украины, на втором плане видны пути в сторону Украины)

Строительство участка Журавка — Миллерово началось в 2015 году. 7 августа 2017 года открыто рабочее движение. 20 сентября открыто регулярное грузовое движение, 11 декабря 2017 года на линию полностью переведены транзитные пассажирские и грузовые поезда.
В перспективе рассматривается в качестве элемента инфраструктуры проектируемой высокоскоростной магистрали «Москва — Адлер».

## Основные характеристики
Железная дорога двухпутная, электрифицированная. Проект предусматривал большой объём земляных работ — 40 млн м³, что позволило выровнять перепад высот и использовать магистраль как часть скоростного хода «Центр — Юг». На линии внедрена новейшая система микропроцессорной централизации (МПЦ) без использования проходных светофоров, где применяются рельсовые цепи с плавающими стыками (такая же функционирует на Московском центральном кольце). Автоматика и телемеханика линии позволяют в будущем обеспечить движение поездов в беспилотном режиме, с использованием цифровых технологий и радиоканалов.
Основные характеристики:
- эксплуатационная длина участка Журавка — Миллерово — 137,5 км[7];
- развёрнутая длина пути — 294 км[7];
- проектная скорость подвижного состава — 160 км/ч[9];
- максимальный вес поезда — до 7,1 тысячи тонн[9];
- пропускная способность (интенсивность движения) — до 140 пар поездов в сутки[9],
- род тока — переменный, 25 кВ, 50 Гц,
- общая стоимость реализации проекта — около 55 млрд руб[10].
- начало эксплуатации — 20 сентября 2017 года.

## Предыстория
До середины декабря 2017 года небольшой участок железной дороги, связывающий Москву с Адлером, проходил по территории Украины. Длина участка составляет 37 км, на нём расположена железнодорожная станция Зориновка.
В начале 2000-х появился первый проект, но из-за высокой стоимости он был отложен.
В 2010 году рассматривался проект строительства железнодорожной линии Прохоровка — Журавка — Чертково — Батайск в обход Украины протяжённостью 748 км, который должен был повысить пропускную способность железных дорог на направлении Центр — Юг.
Строительство должно было вестись в рамках федеральной целевой программы «Развитие транспортной системы России (2010—2020 годы)». По сообщению от весны 2014 года начало работ было запланировано на 2018 год, стоимость работ оценивалась в 479,8 млрд рублей. В итоге строительство обходного участка началось в 2015 году, чему во многом поспособствовало резкое ухудшение российско-украинских отношений и война в Донбассе.
Рассматривалось несколько вариантов трассировки обхода участка, проходящего по территории Украины: Журавка — Шептуховка (протяжённость 149 км), Кантемировка — Шептуховка (146,1 км) и Журавка — Миллерово (137,5 км). В итоге в 2015 году был утверждён вариант протяжённостью 137,5 км, который позволяет отодвинуть ход магистрали от государственной границы без существенного удлинения пути. На новом участке магистрали построены новые станции. Одна из которых (ст. Зайцевка) находится в Воронежской области, остальные шесть (ст. Сергеевка, ст. Сохрановка, ст. Кутейниково, ст. Виноградовка, ст. Колодези и ст. Боченко́во) — в Ростовской области. Также был построен мост через реку Белая Калитва.

## Строительство
2015 год
Строительство первого участка между станциями примыкания Журавка (ЮВЖД) и Миллерово (СКЖД) началось 25 апреля 2015 года.
Земляное полотно  возводили Железнодорожные войска Вооружённых сил Российской Федерации. Также железнодорожные войска производили укладку рельсошпальной решётки. Другие виды работ велись гражданскими организациями.
В ноябре военные приступили к строительству третьего по счёту участка (с 57 по 101 км). До этого были выполнены работы на двух участках (с 0 по 31 км и с 31 по 57 км). Были подготовлены площадки под две новые станции (Зайцевка и Сергеевка).
2016 год
20 апреля на подготовленную насыпь уложено первое звено рельсошпальной решётки. На церемонии укладки первого звена присутствовали вице-президент ОАО «РЖД» Олег Тони, первый заместитель главы Министерства обороны РФ Руслан Цаликов, начальник Юго-Восточной железной дороги Анатолий Володько.
5 августа железнодорожные войска завершили земляные работы ещё на одном участке.
29 сентября военные начали укладку железнодорожных путей между будущими станциями Зайцевка и Сергеевка.
13 октября — 5 км пути уже проложено, на 90 % закончены земляные работы, планируется в ноябре завершить укладку путей на территории Воронежской области и начать работы на территории Ростовской области.
3 ноября военные железнодорожники укладывали железнодорожные пути между будущими станциями Зайцевка и Сергеевка на участке протяжённостью 23,4 км, а вскоре, уже в декабре этого года, планируется начать работы по укладке верхнего строения пути на перегонах от станции Сергеевка до станции Сохрановка протяжённостью 15,7 км, а затем от станции Кутейниково до станции Виноградовка протяжённостью 11,9 км. В работах было задействовано около 1000 военнослужащих и 450 единиц автомобильной и специальной техники.
2017 год
По сообщению пресс-центра ОАО «РЖД», общая готовность к январю 2017 года составляла 47 %. К концу 2016 года была построена большая часть искусственных сооружений — 70 объектов (71 %), отсыпано 34,3 млн м³ земляного полотна (86 %), уложено 40,2 км звеньев верхнего строения пути (12 %).
В начале февраля готовность составляла 50 %.
К 11 марта с опережением на год, на завершающую стадию вышло строительство в Кантемировском и Богучарском районах Воронежской области.
1 апреля было завершено строительство станции Боченково и реконструкция станции Журавка.
14 марта «Бамстроймеханизация» начала работы по строительству нового участка. Механизаторы отсыпают земполотно на будущей станции Виноградовка и 86—93 км линии Журавка — Миллерово в Ростовской области.
На 15 апреля, по словам замминистра обороны Дмитрия Булгакова, было собрано и уложено более 81 км рельсошпальной решётки, кроме того, в первом квартале 2017 года было выполнено около 770 тысяч м³ земляных работ; готовность ветки «составляет около 60 %». 29 апреля начальник Главного управления железнодорожных войск Минобороны России генерал-лейтенант Олег Косенков заверил, что укладка рельсо-шпальной решётки в полном объёме будет завершена до 1 августа.
К 27 мая, по заявлению замминистра обороны Дмитрия Булгакова, было выполнено 97 % земляных работ общим объёмом 9,6 млн м³, произведена укладка рельсошпальной решётки, протяжённостью около 120 км.
21 июля в районе станции Виноградовка произошла стыковка рельсового полотна всех участков строящейся линии Журавка — Миллерово. С этого момента перемещение транспорта стало возможно на всём её протяжении.
7 августа открылась 1-я станция «Зайцевка» в Кантемировском районе. Линия Журавка — Миллерово введена в строй и начато рабочее движение. Министр обороны России Сергей Шойгу прибыл в расположение ведущей строительство 39-й отдельной железнодорожной бригады (Тимашёвск) и наградил часть орденом Жукова. Окончательный ввод в эксплуатацию и открытие движения пассажирских поездов на линии Журавка — Миллерово планировался на конец осени 2017 года.
21 августа энергетики завершили технологическое присоединение к Единой национальной электрической сети подстанций, которые питают железнодорожную линию Журавка — Миллерово. Железнодорожный обход Украины теперь обеспечен электричеством. Вдоль дороги проложили 318 км линий электропередачи.
2018 год
В июле 2018 года на станции Кутейниково был открыт вокзал. К этому времени на станции ежесуточно останавливалось до 44 пар поездов.

## Эксплуатация
20 сентября 2017 года открыто регулярное движение грузовых поездов.
5 октября 2017 года — первый пассажирский поезд проследовал по новому участку.
С 15 ноября 2017 года начато регулярное движение пассажирских поездов на построенном в обход Украины участке Журавка — Миллерово. В обход Украины ежесуточно будет ходить 61 пара пассажирских поездов, примерно треть из них — без остановок на новом участке дороги, а также 30 пар грузовых поездов.
К 10 декабря 2017 года был завершён перевод всех маршрутов пассажирских поездов на регулярное движение по новой железной дороге в обход Украины. В последние дни сквозного движения по старому ходу сервис «Яндекс. Расписания» ошибочно также выдавал в результатах поиска расписания по станции Чертково и поезда, следующие на юг, которые должны были останавливаться и 11—12 декабря того же года (преимущественно рейсы, отправлявшиеся с начальных станций в период 8—9 декабря 2017 года); точные данные о порядке диспетчеризации оперативных изменений маршрута на новый ход для поездов, которые были отправлены в указанные даты по старому маршруту, не были опубликованы в открытом доступе.
С 11 декабря 2017 года все российские пассажирские и грузовые поезда перешли на движение по новой железнодорожной линии Журавка — Миллерово в обход Украины.
После этого от станции Чертково курсировали лишь 2 пары электропоездов в сутки по маршруту Чертково — Глубокая (Лихая). С 28 ноября 2018 года пригородные поезда из Ростова-на-Дону также изменили свой маршрут и теперь следуют до новой станции Кутейниково; раз в день курсирует пригородный поезд до станции Шептуховка. С северной стороны старого участка курсируют в среднем две пары электропоездов по маршруту Россошь — Гартмашевка. К концу 2019 года участок Гартмашевка — Чертково демонтирован, а на участке Чертково — Шептуховка движение полностью отсутствует.

### Видеоматериалы по теме
- ЗАО «Сетьстрой». Электрификация железной дороги в обход Украины на YouTube
- Прибытие поезда. Специальный репортаж Юлии Макаровой на YouTube // Россия-24
- Железная дорога в обход Украины, вид в окно на YouTube